# 페르난다 리마
페르난다 카마 페레이라 리마(브라질 포르투갈어: Fernanda Cama Pereira Lima, 1977년 6월 25일 ~ )는 브라질의 배우 겸 모델이자 사회자이다. 2014년 FIFA 월드컵 본선 조 추첨식에서 사회를 맡았다.